# 게오겜마 파시피카
게오겜마 파시피카는 게오겜마속에 속하는 한 종이다.